# Murat Tleshev
Murat Tleshev (en russe : Мурат Тлешев, Mourat Tlechev, en kazakh : Мұрат Әзімбекұлы Тілешев, Mourat Äzimbekouly Tilechev), né le 18 avril 1980 à Taraz au Kazakhstan, est un footballeur international kazakh  évoluant au poste d'attaquant.

## Biographie

### Sélection
Murat Tleshev est convoqué pour la première fois par le sélectionneur national Sergey Timofeev pour un match des éliminatoires de la Coupe du monde 2006 face à l'Ukraine le 8 septembre 2004 (1-2). Le 2 juillet 2006, il marque son premier but en équipe du Kazakhstan lors du match amical face au Tadjikistan.
Il compte 8 sélections et 1 but avec l'équipe du Kazakhstan entre 2004 et 2007.

## Palmarès

### En club
- Zhenis Astana :
  - champion du Kazakhstan en 2006 ;
  - vainqueur de la Coupe du Kazakhstan en 2001.

- Irtych Pavlodar :
  - champion du Kazakhstan en 2003.

- FK Aktobe :
  - champion du Kazakhstan en 2009 ;
  - vainqueur de la Supercoupe du Kazakhstan en 2010.

### Récompenses
- Meilleur buteur du Championnat du Kazakhstan en 2005 (20 buts), 2008 (13 buts) et 2009 (20 buts, à égalité avec Wladimir Baýramow)

## Statistiques

### Statistiques en club
| Saison                | Club                  | Championnat           | Championnat | Championnat | Coupe(s) nationale(s) | Coupe(s) nationale(s) | Compétition(s) continentale(s) | Compétition(s) continentale(s) | Compétition(s) continentale(s) | Kazakhstan | Kazakhstan | Total | Total |
| Saison                | Club                  | Division              | M.          | B.          | M.                    | B.                    | Comp.                          | M.                             | B.                             | M.         | B.         | M.    | B.    |
| 1998                  | FK Taraz              | Premier-Liga          | 18          | 3           | -                     | -                     | -                              | -                              | -                              | -          | -          | 18    | 3     |
| 1999                  | FK Taraz              | Premier-Liga          | 21          | 6           | -                     | -                     | -                              | -                              | -                              | -          | -          | 21    | 6     |
| 2000                  | Zhenis Astana         | Premier-Liga          | 9           | 1           | -                     | -                     | -                              | -                              | -                              | -          | -          | 9     | 1     |
| 2000                  | Shakhtyor Karagandy   | Premier-Liga          | 7           | 2           | -                     | -                     | -                              | -                              | -                              | -          | -          | 7     | 2     |
| 2001                  | Zhenis Astana         | Premier-Liga          | 11          | 3           | -                     | -                     | -                              | -                              | -                              | -          | -          | 11    | 3     |
| 2001                  | Shakhtyor Karagandy   | Premier-Liga          | 6           | 0           | -                     | -                     | -                              | -                              | -                              | -          | -          | 6     | 0     |
| 2002                  | Shakhtyor Karagandy   | Premier-Liga          | 23          | 13          | -                     | -                     | -                              | -                              | -                              | -          | -          | 23    | 13    |
| 2003                  | Irtych Pavlodar       | Premier-Liga          | 22          | 10          | -                     | -                     | -                              | -                              | -                              | -          | -          | 22    | 10    |
| 2004                  | Irtych Pavlodar       | Premier-Liga          | 30          | 12          | -                     | -                     | -                              | -                              | -                              | 1          | 0          | 31    | 12    |
| 2005                  | Irtych Pavlodar       | Premier-Liga          | 23          | 20          | -                     | -                     | -                              | -                              | -                              | -          | -          | 23    | 20    |
| 2006                  | FK Astana             | Premier-Liga          | 16          | 7           | -                     | -                     | -                              | -                              | -                              | 4          | 1          | 20    | 8     |
| 2007                  | Ordabasy Chymkent     | Premier-Liga          | 20          | 6           | -                     | -                     | -                              | -                              | -                              | 3          | 0          | 23    | 6     |
| 2008                  | Irtych Pavlodar       | Premier-Liga          | 25          | 13          | -                     | -                     | -                              | -                              | -                              | -          | -          | 25    | 13    |
| 2009                  | FK Aktobe             | Premier-Liga          | 24          | 20          | -                     | -                     | C1+C3                          | 4+2                            | 2+0                            | -          | -          | 30    | 22    |
| 2010                  | FK Aktobe             | Premier-Liga          | 26          | 10          | 1                     | 0                     | C1+C3                          | 4+1                            | 2+2                            | -          | -          | 32    | 14    |
| 2011                  | Irtych Pavlodar       | Premier-Liga          | 16          | 2           | 1                     | 0                     | C3                             | 3                              | 0                              | -          | -          | 20    | 2     |
| 2012                  | FK Aktobe             | Premier-Liga          | 2           | 0           | 2                     | 2                     | -                              | -                              | -                              | -          | -          | 4     | 2     |
| 2012                  | Zhetysu Taldykorgan   | Premier-Liga          | 10          | 3           | 1                     | 0                     | -                              | -                              | -                              | -          | -          | 11    | 3     |
| 2013                  | Zhetysu Taldykorgan   | Premier-Liga          | 11          | 2           | -                     | -                     | -                              | -                              | -                              | -          | -          | 11    | 2     |
| Total sur la carrière | Total sur la carrière | Total sur la carrière | 321         | 133         | 5                     | 2                     | -                              | 14                             | 6                              | 8          | 1          | 348   | 142   |

### Buts en sélection
Le tableau suivant liste les résultats de tous les buts inscrits par Murat Tleshev avec l'équipe du Kazakhstan.